# Michael Hilgers
Michael Hilgers (* 6. August 1966 in Mönchengladbach) ist ein ehemaliger deutscher Hockeynationalspieler und Olympiasieger, der auch als Konzertveranstalter aktiv ist.

## Karriere
Hilgers gewann bei den Olympischen Sommerspielen 1988 in Seoul die Silbermedaille. Vier Jahre später holte er bei den Olympischen Sommerspielen 1992 die Goldmedaille mit der deutschen Hockeynationalmannschaft. Dabei erzielte er beim 2:1-Finalsieg über Australien beide Tore für das deutsche Team.
Für den Gewinn der Goldmedaille im Hockey erhielt er am 23. Juni 1993 das Silberne Lorbeerblatt.
Hilgers spielte während seiner Karriere als Stürmer und war beim Gladbacher HTC in der Feldhockey-Bundesliga aktiv. Aktuell ist er Geschäftsführer des Hockeyparks in Mönchengladbach. Hier wurde auch die Feldhockey-Weltmeisterschaft der Herren 2006 ausgerichtet. Zudem arbeitet Michael Hilgers auch unabhängig vom Hockeypark als Konzertveranstalter und veranstaltet rund 250 Konzerte und Festivals pro Jahr.
Des Weiteren war er von 2006 bis 2008 Trainer der Herrenmannschaft des Gladbacher HTC.